# 加藤茜
加藤 茜（かとう あかね、1995年9月10日 - ）は、日本の女優である。埼玉県出身。ジャスティスプロダクション、ジュネス企画に所属していた。

## 出演

### 舞台
- 丸美屋食品ミュージカル「アニー」（2003年5月 - 8月） - ケイト 役
- ミュージカル「アニー」クリスマスコンサート〜クリスマスの不思議〜（2003年12月・2004年12月）
- キッズミュージカル「葉っぱのフレディ〜いのちの旅〜」（2004年春・夏） - パティ 役
- 劇団四季「ライオンキング」（2005年2月 - 2006年1月） - ヤングナラ 役
- 丸美屋食品ミュージカル「アニー」（2006年4月 - 8月） - アニー 役
- キッズミュージカル「葉っぱのフレディ〜いのちの旅〜」（2007年） - メアリー 役
- キッズミュージカル「葉っぱのフレディ〜いのちの旅〜」（2008年） - クレア 役
- HIROSE PROJECT LIVE vol.5「優しい魔法のとなえ方」（2008年9月18日 - 21日、川崎・ラゾーナ川崎プラザソル） - 影山アイ 役
- D'TOT vol.1「FROG〜新撰組Jade Keeper〜」（2010年9月8日 - 12日、新宿・新宿スペース107）- ヒスイ 役
- 舞台「明日、君を食べるよ。」（2011年6月4日 - 5日、お茶の水・文化学院講堂）- みぞれ 役
- TUFF STUFF「櫻の園」（2011年7月13日 - 18日、横浜・相鉄本多劇場）- 平井和代 役
- D'TOT 3rd act「FRAG-新撰組Vermilion Order-」（2011年8月26日 - 9月4日）- 朱雀/すずめ 役
  - 横浜公演（2011年8月26日 - 28日、横浜・相鉄本多劇場）
  - 東京公演（2011年8月31日 - 9月4日、中目黒・中目黒キンケロ・シアター）
- 舞台「スーパーミュージカル 聖闘士星矢 再公演」（2011年12月22日 - 25日、天王洲アイル・天王洲銀河劇場）- 絵梨衣 役
- 舞台「ポチッとな。-Switching On Summer-」（2012年7月4日 - 8日、六本木・俳優座劇場） - 長谷川絵梨 役
- 舞台「コミックス☆GOGO」（2012年8月17日 - 26日、六本木・俳優座劇場） - 梶由美 役
- 姫君Vol.2「自分が嫌いになる、その前に」（2012年10月2日 - 8日、池袋・シアターグリーンBASE THEATER） - Red ver. 主役
- 劇団空感エンジン「飯田家の最期」（2012年10月17日 - 22日、両国・Air Studio） - B班
- アリスインプロジェクト「ラフィン〜笑いの免許証〜[1]」（2013年1月29日 - 2月3日、池袋・シアターKASSAI） - 住吉笑香 役
- 舞台「TSUWAMONO-WE LOVE the EARTH」（2013年3月15日 - 17日、銀座・銀座みゆき館劇場） - ヒロイン 役
- 劇団なんでやねん第4回公演「ちゃんちゃんちゃんこ鍋」（2013年5月6日 - 12日、横浜・相鉄本多劇場） - 加納陽菜 役
- アリスインプロジェクト「戦国降臨ガールズ[2]」（2013年7月3日 - 7日、品川・六行会ホール） - 森田蘭子 役
- 舞台「人生・起き上がりこぼし」（2014年4月1日 - 4日、三越劇場）
- 姫君vol.5「Freak box -the:FINAL-」（2014年6月25日 - 29日、池袋・シアターグリーンBOX in BOX THEATER） - コープスバレリーナ 役
- アリスインプロジェクト「おうちに帰るまでが遠足です[3]」（2014年7月13日 - 17日、池袋・シアターKASSAI） - 聖地巡礼ガールズ 川越茜 役

### CM
- LaLaTV

### CMソング
- スズキ自動車「軽のミニバン」（2005年）
- ホクレン牛乳（北海道地区のみ）（2006年）
- オリンパスデジタルカメラ（2006年）
- 不二家（2007年）
- オリンピック招致CM（2007年）
- エネオス石油（2008年）

### イベント
- アトリエMEI
- 第30回童謡祭・新作展（2007年）
- 童謡CD「心に残る卒園式の歌と音楽・あったかいなみだがホロン」
- 男子バスケットボール日韓Wリーグチャンピョンシップ　国家「君が代」独唱（アカペラ）（2008年）
- 女子バスケットボール女子決勝大会国家「君が代」独唱（アカペラ）（2009年）
- アニメーション事業者協会「エンジェルスキャンディーズ」 - 真音 役
- 「第2回アニ玉祭（アニメ・マンガまつりin埼玉）[4]」（2014年10月、聖地巡礼ガールズ）